# Habitatge al carrer Numància 169 (Barcelona)
L'Habitatge al carrer Numància 169 és una casa amb elements eclèctics i historicistes de Barcelona inclosa a l'Inventari del Patrimoni Arquitectònic de Catalunya.

## Descripció
Edifici d'habitatges de planta rectangular que es troba aïllat de planta baixa i primer pis situat al carrer Numància amb cantonada al carrer de Can Segalar. L'entrada és a un costat amb decoracions neogòtiques a la llinda i a les dues obertures de la planta baixa. La façana té un parament amb carreus buixardats i tres obertures al primer pis, dues de les quals formen un balcó amb barana de ferro i l'altre amb barana de pedra. La coberta és plana de nivell irregular, ja que segurament s'hi afegiren altres parts a la part posterior. Té una petita torreta amb les mateixes decoracions a la barana de pedra.